# El teatro del horror
El teatro del horror es una película de comedia y terror mexicana de 1991, escrita y dirigida por Pedro Galindo III, y protagonizada por Adalberto Martínez «Resortes» y María Rebeca. Ésta fue la última parte de una trilogía de películas protagonizadas por la actriz infantil María Rebeca (excepto Pedrito Fernández) junto a Resortes, precedida por El ladrón fenómeno (1980) y La esperanza de los pobres (1983). Esta película tuvo como locación el Teatro Colonial en la Ciudad de México. 

## Trama
Una par de estudiantes de un teatro tratan de ayudar a un profesor que es víctima de entuertos de brujería y hechizos, al cual tratan de ayudarlo haciéndole un hechizo de un libro de hechicería que encontraron. El hechizo sale mal y le ocasionan al profesor que se le despegue su cabeza, pero continuará vivo siendo como un decapitado viviente y se enamora de la alumna que le realizó el hechizo, la cual trata de atrapar para enamorarla y poder realizarle el mismo hechizo para vivir juntos como pareja de decapitados vivientes.

## Reparto
- Adalberto Martínez «Resortes» como Tomás Albino
- Rafael Sánchez Navarro como Adolfo Degollado
- María Rebeca como Karina Piamonte
- Andrés Bonfiglio como Guillermo Damian
- George Samano como Dionisio